# Oreoceryx aenea
Oreoceryx aenea är en fjärilsart som beskrevs av Sergius G. Kiriakoff 1953. Oreoceryx aenea ingår i släktet Oreoceryx och familjen björnspinnare. Inga underarter finns listade i Catalogue of Life.